# Étoile Carouge Football Club 2015-2016
Questa voce raccoglie le informazioni riguardanti l'Étoile Carouge Football Club nelle competizioni ufficiali della stagione 2015-2016.

## Rosa
Aggiornata alla fine della stagione.
| N. |                       | Ruolo | Calciatore        |
| -- | --------------------- | ----- | ----------------- |
| 1  | Svizzera (bandiera)   | P     | Jason Eyer        |
| 4  | Svizzera (bandiera)   | D     | Jérémy Pauchard   |
| 5  | Francia (bandiera)    | D     | Mickaël Doudet    |
| 6  | Portogallo (bandiera) | C     | Lewis Tavares     |
| 7  | Francia (bandiera)    | A     | Eddy Arbia        |
| 8  | Francia (bandiera)    | D     | Jonathan Ledru    |
| 9  | Francia (bandiera)    | A     | Karim Chentouf    |
| 10 | Svizzera (bandiera)   | A     | Abdul Carrupt     |
| 11 | Svizzera (bandiera)   | A     | Alexandre Valente |
| 12 | Svizzera (bandiera)   | D     | Meriton Bytiqi    |
| 13 | Svizzera (bandiera)   | A     | Patrice Corta     |
| 14 | Svizzera (bandiera)   | C     | Stéphane Garcia   |

| N. |                     | Ruolo | Calciatore               |
| -- | ------------------- | ----- | ------------------------ |
| 15 | Svizzera (bandiera) | C     | Alexandre Barroso        |
| 16 | Svizzera (bandiera) | A     | Giancarlo Negro          |
| 17 | Svizzera (bandiera) | C     | Thierno Bah              |
| 18 | Svizzera (bandiera) | P     | Bénédict Mbele N'Temo    |
| 19 | Svizzera (bandiera) | A     | Iñaki Fernandez          |
| 20 | Francia (bandiera)  | C     | Karim Robin              |
| 21 | Svizzera (bandiera) | D     | Melvin Kofi Ackun        |
| 22 | Svizzera (bandiera) | A     | Mergim Qarri             |
| 23 | Svizzera (bandiera) | A     | Boris Cespedes           |
| 24 | Svizzera (bandiera) | D     | Dylan Tavares Dos Santos |
| 25 | Svizzera (bandiera) | D     | Tom Perracino            |
| 27 | Germania (bandiera) | P     | Roland Müller            |